# 朱益藩
朱益藩（1867年6月25日—1937年3月10日），字長源，號艾卿，又號定園，江西蓮花縣人，清末政治人物，朱熹之后，醫術精湛，工詩文。光緒年間進士。民國初年曾任溥儀老師。

## 生平
同治六年（1867年），其父朱之杰去世。
光緒十六年（1890年）庚寅恩科進士。同年五月，改翰林院庶吉士。光緒十八年（1892年），五月，散館，授翰林院編修。
光緒二十三年（1897年），于翰詹大考中得館元，擢翰林侍讀學士、南書房行走、兼充經筵進講大臣。光緒二十七年（1901年），任讲起居注官。江西洪災，上書《请赈济江西水灾奏折》奏請賑濟災民，獲批。光緒二十九年（1903年），江西復遭水患，朱益藩向清室及京津諸收藏名家借得名貴書畫召開展覽會，以所得之金救濟災民。光緒三十三年（1907年），出任京師大學堂總监督、南書房行走。光緒三十四年（1908年），被任命为廷试赴日、赴欧游学毕业生监考官及阅卷大臣。南潯鐵路總經理李有棻遇難，繼任劉矞祺因病辭職，朱益藩即召集人員聯名呈請郵傳部派人接辦，使得南潯鐵路建設順利進行。
宣统元年(1909年)，任宗人府府丞。宣统二年（1910年），授都察院左副都御史，任上湖廣督府大僚因聲名狼藉棄官逃匿，諸御使或受賄賂或畏權勢不敢彈劾，朱益藩獨上彈章，及至廷前面對，旁人拽其衣角示意不可再次彈劾，朱益藩不為所動直言其劣跡，朝野肅然。宣统三年（1911年），母亲病逝，回籍守丧。
民國四年（1915年），应邀任清遜帝溥儀師傅。次年，接亲眷来京，居于秦老胡同。民國六年（1917年），張勛入京，意圖復辟，請朱益藩出仕。朱益藩力辭張勛之邀，且勸告張勛勿逆勢而行。
民國十三年（1924年），馮玉祥率國民軍進駐北京，溥儀被趕出紫禁城，匿居天津，與朱仍過從甚密，且由朱管理“清室北京辦事處”。
民國二十年（1931年）九一八事變後，朱益藩聞訊立即親赴天津，向溥儀力陳滿洲國之不可為，怒斥鄭孝胥與日本人勾結喪權辱國。滿洲國成立，朱痛心疾首，憤把溥儀于其六十大壽時贈予的祝壽詩、名畫從廳堂取下，以示抗議，且至死不到長春。
民國二十六年（1937年），朱益藩病歿于北平，溥儀誥授光祿大夫，復追贈清故太保，諡文誠，賞銀伍仟圓治喪，并派遣時處“留京辦事處”的叔父載濤前來吊唁。

## 書法
書法承館閣體，是當時最出色的宮廷書法家之一，被溥仪称赞“善书健腕犹飞白，旨酒温颜自渥丹”。朱益藩以遺老自居，與國民黨人不相往來，晚年在北京琉璃廠榮寶齋南紙店掛筆單鬻字為生，其中信遠齋由其題匾，遺跡尚存。著有笔记《南斋纪略》、《宸垣纪要》以及医书《引痘新法》等，但在文革中遭到焚毁，所剩无几。

## 遺跡
其故居花塘官厅于大革命时期被改为列宁学校，胡耀邦早年曾在此工作，为萍乡市重点文物保护单位。

## 家族
父朱之杰，咸豐十一年（1861年）進士，陝西試用知縣。
兄朱益濬，光緒三年（1877年）進士，官至湖南提法使兼屬巡撫。弟朱益湛，光緒十九年（1893年）舉人，官至廣東豐縣知縣。
子朱毓銮，郭沫若秘书。
侄孙朱念祖，国民党议员、江西教育厅厅长；侄曾孙朱江户，朱念祖子、北京林业大学教授、中国林业经济学先驱；侄曾孙朱洁夫。

## 外部連結
1. ↑  《光緒十六年庚寅恩科會試同年齒錄》
2. ↑  《大清德宗同天崇运大中至正经文纬武仁孝睿智端俭宽勤景皇帝实录》（卷二百八十五）：光绪十六年。庚寅。五月。己巳朔。……○戊寅。引见新科进士。得旨、吴鲁、文廷式、吴荫培、业经授职。黄绍第、李立元、徐继孺、孟庆荣、何声灏、程秉钊、朱益藩、谢佩贤、王沛棻、任文灿、刘崇照、石振鋆、余堃、王敩成、李经畬、许晋祁、江云龙、载昌、潘宝琳、吴怀清、陈光宇、朱祥晖、王修植、王安澜、王以慜、杨家骥、朱景轼、汪凤梁、王庆平、杨承禧、蔡曾源、徐兆玮、刘成杰、夏之森、黄家杰、黄树棻、王公辅、洪嘉与、管象颐、王乃徵、王全纲、郑锡光、华俊声、夏寅官、于受庆、赵惟熙、启绥、吴煦、霍勤燡、李骥年、李孝先、夏曾佑、王景禧、杨捷三、宋瞻扆、韦履洁、孙百斛、王海涵、胡安铨、田庚、李晋熙、郑叔忱、范仲垚、黄曾源、陈启绪、陈宝璐、陆承宗、米毓瑞、何锡禔、刘树屏、张学华、吴庆祥、姚文倬、黄履初、方霆、叶文铨、邱聿徵、晁鸿年、俞明震、阎志廉、宋子联、孙笥经、王塾、高润生、郑文钦、崔广沅、俱著改为翰林院庶吉士。
3. ↑  《大清德宗同天崇运大中至正经文纬武仁孝睿智端俭宽勤景皇帝实录》（卷三百一十）：光绪十八年。壬辰。五月。……○引见庚寅科散馆人员。得旨、文廷式、吴荫培、业经授职。二甲庶吉士朱益藩、郑叔忱、陈光宇、许晋祁、杨捷三、刘成杰、姚士璋、吴怀清、杨士骧、李经畬、江云龙、徐兆玮、吴煦、朱锦、刘尔炘、郑锡光、启绥、王以慜、黄绍第、朱景轼、杨承禧、王景禧、米毓瑞、蔡曾源、孟庆荣、李立元、范仲垚、吴桂丹、徐继孺、田庚、赵惟熙、王安澜、王修植、夏寅官、汪凤梁、潘宝琳、华俊声、李骥年、谢佩贤、载昌、孙百斛、黄曾源、杨家骥、俱著授为编修。
4. ↑  朱益浚 朱益藩 兄弟两进士 （页面存档备份，存于） 蓮花在線